# Tajmyr (półwysep)
Tajmyr (ros. Таймыр, Таймырский полуостров) – półwysep w Rosji (Kraj Krasnojarski), najbardziej na północ wysunięty półwysep Azji, położony między Zatoką Jenisejską (Morze Karskie) a Zatoką Chatańską (Morze Łaptiewów). Za południową granicę półwyspu są  uważane północne stoki gór Putorana.
Jego najdalej wysunięty na północ punkt to Przylądek Czeluskin. Długość około 1000 km; szerokość około 500 km; powierzchnia ok. 400 000 km². Wysokość do 1146 m n.p.m. Powierzchnia lodowców: 40 km².
Główne rzeki:
- Piasina
- Tajmyra
- Chatanga

Największe jezioro: Tajmyr.
Ze względu na ukształtowanie powierzchni dzieli się na 3 części: Nizinę Północnosyberyjską na południu, na północ od niej pasmo górskie Byrranga i nizinę nadbrzeżną nad Morzem Karskim. 
Linia brzegowa silnie rozwinięta. M.in. zatoki: Middendorffa, Marii Proncziszczewej.
Półwysep porasta tundra, na południu rzadki las. Klimat bardzo surowy.
W północnej części półwyspu znajduje się Wielki Rezerwat Arktyczny i Tajmyrski Rezerwat Biosfery.
W listopadzie 2021 spółka Ermak Neftegaz poinformowała o odkryciu na półwyspie wielkiego złoża gazu ziemnego ocenianego na 384 mld m³ charakteryzującym się wysokimi wskaźnikami produktywności.

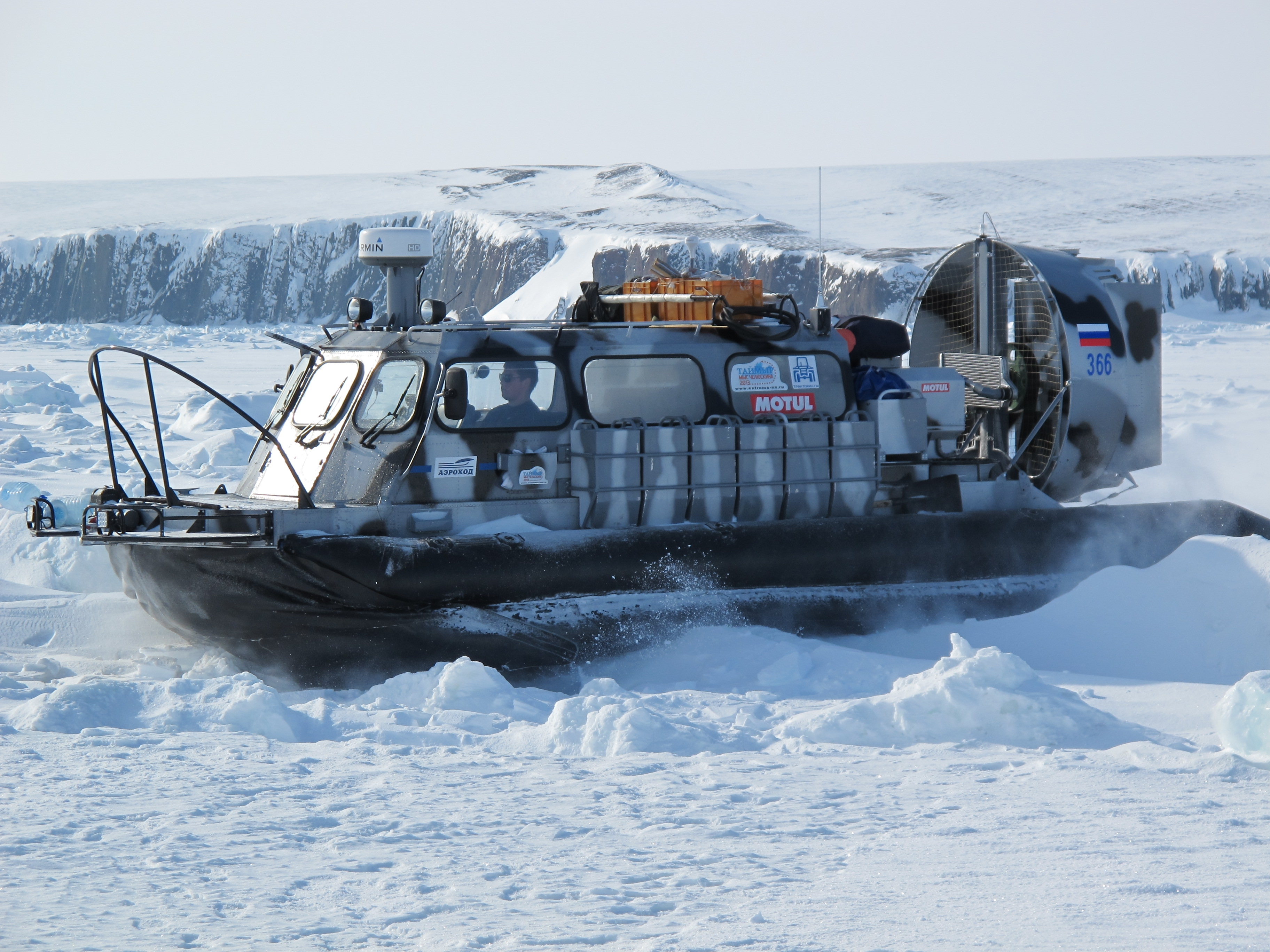
Poduszkowiec Hivus-10 na półwyspie Tajmyr w kwietniu 2013 roku